# Låtar efter Katrina Melinda Lundstedt
Låtar efter Katrina Melinda Lundstedt är en bok och kassett från 1987 med noter, berättelser och några äldre inspelningar med sångerskan och trallaren Katrina Lundstedt från Hassela samt nyinspelningar med O'tôrgs-Kaisa Abrahamsson på fiol. Utgivet av Hälsinglands spelmansförbund och Hudiksvalls närradio.

## Låtlista
1. "Långpolska efter Katrina Lundstedt"
2. "Skörda linet, slängpolska efter Katrina Lundstedt"
3. "Skamp-Hinkes polska efter Katrina Lundstedt"
4. "Vals efter Katrina Lundstedt"
5. "Schottis efter Katrina Lundstedt"
6. "Gånglåt efter Katrina Lundstedt"
7. "Polkett efter Katrina Lundstedt"
8. "Polska efter Hagströms Erske och Katrina Lundstedt"
9. "Polska efter Hagströms Erske och Katrina Lundstedt"
10. "Vals efter Katrina Lundstedt"
11. "Slängpolska efter Katrina Lundstedt"
12. "Polkett efter Katrina Lundstedt"
13. "Gånglåt efter Katrina Lundstedt"
14. "Sammels Jon Eriks polska efter Katrina Lundstedt"
15. "Katrinas Slängpolska efter Katrina Lundstedt"
16. "A-dursvalsen efter Katrina Lundstedt"
17. "Slängpolska efter Katrina Lundstedt"
18. "Ol'Ersens polska efter Katrina Lundstedt, Hassela"
19. "Vismelodi efter Katrina Lundstedt"
20. "Slängpolska efter Katrina Lundstedt"
21. "Gånglåt efter Katrina Lundstedt"
22. "Långpolska efter Katrina Lundstedt"
23. "Vals efter Korp-Erik och Katrina Lundstedt"
24. "Långpolska efter Korp-Erik och Katrina Lundstedt"
25. "Hultens vals efter Katrina Lundstedt"
26. "Vals efter Katrina Lundstedt"
27. "Polkett efter Daniel Frid Johansson och Katrina Lundstedt""